# Agripa Castor
Agripa Castor (ou Agrippa Castor) foi identificado como sendo o "mais antigo escritor na história a escrever contra heresias e aparentemente é o único a escrever um livro unicamente devotado à refutação de Basilides". Pouco se sabe dele além de algumas passagens citadas como referências em obras antigas.

## Vida e obras
Agripa era conhecido tanto por Eusébio quanto por Jerônimo como um autor que providenciava a crítica à Basilides (m. ca. 132 dC) e seus vinte e quatro livros de "Exegética". Eusébio menciona-o dentro da narrativa sobre a "sucessão" inicial de escolas gnósticas em História Eclesiástica, mas não provê nenhum detalhe de sua vida. Segundo ela, Agripa acusou Basilides de ensinar que não há problema comer a carne oferecida aos ídolos e que não haveria reservas contra renunciar à fé em tempos de perseguição.
Agripa foi um dos biografados de Jerônimo em De Viris Illustribus (capítulo 21), onde afirma que Agripa morreu em Alexandria durante o reinado do imperador Adriano. Além disso, Jerônimo afirma que Abraxas era o deus supremo de Basilides, que via no nome uma relação numerológica com o ano grego.